# Liz Stauber
Elizabeth Mary Stauber, detta Liz (Indianapolis, 27 giugno 1979), è un'attrice statunitense.
Dopo aver studiato presso alcune scuole di recitazione, ha debuttato nel cinema nel 1998.

## Filmografia parziale

### Cinema
- Giovani, pazzi e svitati (Can't Hardly Wait), regia di, Harry Elfont e Deborah Kaplan (1998)
- Killing Mrs. Tingle, regia di Kevin Williamson (1999)
- Three Kings, regia di David O. Russell (1999)
- Quasi famosi (Almost Famous), regia di Cameron Crowe (2000)
- White Oleander, regia di Peter Kosminsky (2002)
- The Village, regia di M. Night Shyamalan (2004)
- The Tollbooth, regia di Debra Kirschner (2004)
- Love & Secrets, regia di Andrew Jarecki (2010)
- The Words, regia di Brian Klugman e Lee Sternthal (2012)
- In Your Eyes, regia di Brin Hill (2014)
- Giovani si diventa (While We're Young), regia di Noah Baumbach (2014)

### Televisione
- Squadra emergenza (Third Watch) – serie TV, episodio 4x08 (2002)
- Do No Harm – serie TV, 2 episodi (2013)
- The Deuce - La via del porno (The Deuce) – serie TV, 2 episodi (2017)